# Enzym Group
Enzym Group (Компанія Ензим) — біотехнологічна компанія з розробки та виробництва продуктів на основі дріжджової клітини у Східній Європі. Це сімейний бізнес у другому поколінні української родини підприємців Вовк. Enzym Group та її власна науково-дослідна лабораторія забезпечують партнерів у 23 країнах світу харчовими (Enzym Food Solutions), кормовими (Enzym Feed Solutions), алкогольними (Enzym Alcohol Solutions) та хлібопекарськими (Enzym Bakery Solutions) продуктами на основі дріжджової клітини. Компанія контролює більшу частину ринку сухих і пресованих хлібопекарських дріжджів в Україні та є одним з найвпливовіших гравців у Східній Європі. У 2023 році Enzym Group визнана найкращим родинним бізнесом України за версією бізнес-видання Forbes Ukraine.

## Історія
У 1870 році у Львові була заснована броварня Грунда, де згодом почали виготовляти дріжджі як додатковий продукт.  
1922 року Львівське Акційне Товариство Броварів та віденська компанія Mautner Markhof на базі броварні створили акціонерну спілку «Лисинецька Фабрика Пресованих дріжджів і спирту С. А.». 
У 1945 році після закінчення Другої світової війни на місці Лисинецької фабрики з'явився Львівський дріжджовий завод, який виготовляв лише хлібопекарські дріжджі. Останні роки в складі СРСР для заводу були непростими: обладнання застаріло, працівники вдавались до постійних крадіжок. У 1980-х на підприємстві змінилося 7 директорів.
У 1989 році директором заводу призначили Ореста Вовка, що дало початок відродженню підприємства.
7 липня 1994 року підприємство було реорганізоване у Закрите акціонерне товариство «Ензим». Проведено повну автоматизацію та комп'ютеризацію процесів виробництва. Уже до 1996 року «Ензим» першим в Україні почав виготовляти сухі дріжджі, а з 2003-го — експортувати їх за кордон. До 2003 року частка продукції компанії зросла майже до 50 % усього ринку дріжджів України.  Було створено інноваційний консультаційний центр хлібопечення «Хлібний дім». 25 % продукції компанія експортувала за кордон.
У 2003 році задля диверсифікації бізнесу Орест Вовк вирішив створити першу в Україні компанію з виробництва харчування для домашніх котів і собак Kormotech — глобальну компанію з командою в Україні, Литві та США, що обіймає 51 сходинку у світовому рейтингу pet food виробників. Власниками Kormotech є родина українських підприємців Вовк. Посаду Голови Наглядової Ради та СЕО обіймає Ростислав Вовк, син Ореста Вовка.
У 2011 році змінили тип і найменування на Приватне акціонерне товариство «Компанія Ензим».
У 2014 році компанія ухвалила рішення створювати біотехнологічні продукти на основі дріжджової клітини.  До 2020 року «Компанія Ензим» заснувала власний центр R&D (досліджень та розробок),  залучила до роботи до 20 науковців та дослідників галузі, та налагодила співпрацю з Саарландським університетом (Німеччина). Також створили та комерціалізували новий для компанії продукт — пробіотичні дріжджі для тваринництва.
У 2020 році розпочалося будівництво нового виробничого комплексу для виготовлення дріжджових екстрактів LinkCell.   Європейський банк реконструкції та розвитку погодив кредит у розмірі 10 мільйонів євро для цього проєкту. Загальна сума інвестицій склала близько 26 мільйонів євро.
У 2022 році головний офіс Enzym Group (австрійська вежа заводу XIX століття, яка зазнала реновації) номінували на архітектурну премію Європейського Союзу Mies van der Rohe Award.
У 2023 році Enzym Group провели пусконалагоджувальні роботи та запустили перше в Україні виробництво дріжджових екстрактів LinkCell.   Восени компанія стала інтелектуальним партнером першого українського саміту нової їжі та технологій New Food Summit в Києві.

## Діяльність
Співвласниками Enzym Group є родина українських підприємців Олени Вовк та Ростислава Вовк — діти Ореста Вовка, засновника Enzym Group. Станом на січень 2023 року Олена Вовк обіймає посаду Голови Наглядової ради компанії. CEO Enzym Group є Андрій Цегелик.
До складу Enzym Group входять три компанії: ПрАТ «Компанія Ензим» (Львів, Україна), ТзОВ «Лінксел» (Львів, Україна), ExtraCell Ingredients Sp.Z.o.o (Краків, Польща). Головний офіс компанії розташований у м. Львів, Україна.
Кількість працівників Enzym Group 456 людей (станом на 31.12.2023).
Ключові напрями діяльності компанії включають виробництво дріжджів та додатків для хлібопечення, винних і пивних дріжджів, дріжджів для крафтового алкоголю, кормових добавок для тваринництва, інгредієнтів на основі дріжджів для харчової промисловості.
- Enzym Food Solutions (інгредієнти для харчової промисловості) — виробництво неактивних дріжджових пластівців Flakes та дріжджових екстрактів для виробників харчових продуктів, ароматів і рецептур на рослинній основі (vegan, vegetarian, flexitarian).[27][28]
- Enzym Feed Solutions (тваринництво) — виробництво кормових добавок EnzActive для всіх видів тварин та аквакультур для безпечного заміщення антибіотиків у годівництві та отримання екологічної продукції.[3][29]
- Enzym Bakery Solutions (хлібопечення) — виробництво хлібопекарських дріжджів («Львівські дріжджі», «Львівські дріжджі екстра», «Стандарт Хлібний Класичні», «Стандарт Хлібний Ефект +15 % Extra»), сумішей та супутніх товарів «Вітапан» для хлібопекарської промисловості.[30]
- Enzym Alcohol Solutions — виробництво дріжджів для вина, пива та для крафтового алкоголю («Первак», «Екстра Спиртові»). Компанія також розробляє та реалізує продукцію для виробництва алкогольних напоїв з використанням продуктів ферментації або відповідно до специфікацій клієнтів.[27]

Понад 60 % продукції компанія експортує до 23 країн світу (Європи, Азії та Африки), зокрема в Бельгію, Польщу, Чехію, Хорватію, Болгарію, Нідерланди, Німеччину, Словаччину та інші. У Польщі Enzym Group започаткували проєкт з дрібного фасування пресованих дріжджів під торговою маркою «Drożdże Lwowskie».  У 2019 році компанія почала постачати продукцію до країн Африки.
Enzym Group є найбільшим виробником дріжджів в Україні. Станом на 2021 рік понад 50 % підприємств промислового хлібопечення в Україні використовують продукцію компанії.

## Виробництво
Enzym Group має сертифікати якості, такі як ISO 22000, FSSC 22000, GMP+, ISO 14001, ISO 45001, Kosher та Halal.  У 2004—2005 рр. компанія запустила систему біологічної очистки стоків у дві стадії: анаеробна очистка виробничих стоків з отриманням біогазу, аеробна доочистка стоків з отриманням органо-мінерального добрива. У 2014—2015 рр. систему капітально оновили: додатково доставили два анаеробних реактори та станцію напірної флотації.
Друга черга модернізації очисних споруд відбулась у 2017-му, в межах якої встановили два додаткових сучасних анаеробних реактори типу R2S (IS), газгольдер для накопичення біогазу та флотатор. 2019 року в межах третьої черги модернізації очисних споруд змінили процес доочистки стоків, переобладнавши аеротенки типу SBR (sequential batch reactors) у систему MBR (membrane bioreactor) і встановивши мембранні модулі.
У процесі очищення стічних вод підприємства, накопичується біомаса, що використовується як добрива для сільського господарства місцевим фермерам.  У 2020—2021 рр. компанія розпочала четверту стадію модернізації системи очисних споруд. Загалом у проєкт очисних споруд компанія інвестувала близько 11 мільйонів євро. Кількість біогазу, що виробляє Enzym Group, заміщає, залежно від сезону, до 60 % потреб підприємства.

## Менеджмент
- 1994—2014 — Орест Вовк (засновник і президент компанії)
- 2014—2018 — Олена Вовк (СЕО Enzym Group)
- 2014—2020 — Ростислав Вовк (голова Наглядової ради Enzym Group)
- 2020-донині — Олена Вовк (голова Наглядової ради Enzym Group)
- 2018-донині — Андрій Цегелик (СЕО Enzym Group)

## Нагороди, рейтинги
- 2020 — мер Львова Андрій Садовий вручив компанії подяку за допомогу місту під час карантину.[19]
- 2021 — співвласниця та голова Наглядової ради Олена Вовк увійшла до топ-30 успішних українок в бізнесі від NV.[40]
- 2023 — співвласниця та голова Наглядової ради Олена Вовк увійшла до топ-50 жінок-лідерок України за версією видання Forbes.[41]
- 2023 — співвласники Enzym Group перемогли у номінації «Родинний бізнес» премії «Підприємець року» від Forbes[42]
- 2024 — керівниця R&D-центру компанії Enzym Group Олена Красовська увійшла до списку «15 лідерок в українській науці» від видання Forbes[43]

## Громадська діяльність
2020 року у розпал пандемії COVID-19 Enzym Group разом із компанією Kormotech закупили ШВЛ та інше медичне обладнання для потреб медичних закладів Львова на близько 4 млн грн.
  Компанія надала допомогу медичним установам Львова, придбавши кардіомонітори, шприцеві апарати, генератори кисню, експрес-тести, респіратори, спецкостюми та апарати штучної вентиляції легень, а також долучилась до створення страхового фонду для медпрацівників Львова й області на випадок зараження їх коронавірусною хворобою.      
Enzym Group інвестував кошти в розвиток освітнього проєкту «Навігатор по етикетках», метою якого є навчити дітей правильно читати етикетки та обирати здорові продукти харчування.
Для розвитку біотехнологій підприємство забезпечує обладнанням шкільну біотехнологічну лабораторію в освітньому просторі LvivOpenLab.  
У 2021 році компанія започаткувала науково-практичний інтенсив для студентів старших курсів спеціальності «Біотехнології» — «Біотехнологічні студії». Найкращих студентів компанія запрошує доєднатися до команди Enzym Group.
Компанія підтримує культурно-просвітницькі проєкти Львова: фестиваль класичної музики LvivMozArt, «Свято хліба», Музей народної архітектури і побуту імені Климентія Шептицького, храм Покрови Пресвятої Богородиці та сиротинець при ньому. голова Наглядової ради Enzym Group Олена Вовк входить до складу Сенату Українського католицького університету та заснувала викладацьку стипендію імені свого батька Ореста Вовка.  
Співвласниця та голова Наглядової ради Олена Вовк також стала меценаткою проєктів куратора артцентру «Я Галерея» Павла Гудімова — виставки «Музи не мовчать», Львівського тижня скульптури та Мистецької бібліотеки.
2022 бренд «Львівські дріжджі» передавали 20 % від прибутку на допомогу ЗСУ. В межах цієї акції бренд «Львівські дріжджі» передав 4 000 000 грн на потреби ЗСУ.
На Великдень 2023 року бренд «Львівські дріжджі» підтримував людей на деокупованих територіях, зокрема випекли та передали 10 тисяч пасок волонтерам, які розвозили їх жителям Херсонщини.
Наприкінці 2023 бренд організував кулінарний майстер-клас з випікання сінабонів для дітей ВПО-учасників мистецького гуртка. Згодом бренд «Львівські дріжджі» презентував календар, ілюстрації для якого створили учасники гуртка.